# P222 (潜水艦)
P222 (HMS P222) は、イギリス海軍の潜水艦。S級潜水艦の1隻。同級第3グループ。

## 艦歴
P222はヴィッカース・アームストロング社で1940年8月10日に起工する。1942年3月4日に就役し、地中海入口を警備するためジブラルタルの海軍基地に配属された。1942年7月27日にはスペインのパロス岬沖でヴィシー政権の商船ミディジャ (Mitidja) を拿捕した。ミディジャはV級駆逐艦のレスラー (HMS Wrestler, D35) の乗員が乗船し、ジブラルタルに入港させられた。
P222は1942年11月30日にジブラルタルを出港、ナポリ沖の偵察を行った。12月7日までいくつもの通信を行ったものの、その後は音信不通となった。期日にアルジェに到着することなく、12月21日に入港期限を過ぎたと報告された。
イタリアのチクローネ級水雷艇「フォルツナーレ (Fortunale)」 がカプリ島の東南で12月12日に潜水艦を撃沈したと報告した。P222はこの戦闘で撃沈されたと考えられるが、確証は無い。P222は正式な艦名が命名される前に消息不明となったため、ペナント・ナンバーであるP222で一般的に知られる。